# Gualaquiza
Gualaquiza är en ort i Ecuador.   Den ligger i provinsen Morona Santiago, i den södra delen av landet, 400 km söder om huvudstaden Quito. Gualaquiza ligger 851 meter över havet och antalet invånare är 4 611.
Terrängen runt Gualaquiza är kuperad västerut, men österut är den bergig. Gualaquiza ligger nere i en dal. Runt Gualaquiza är det glesbefolkat, med 15 invånare per kvadratkilometer. Det finns inga andra samhällen i närheten. I omgivningarna runt Gualaquiza växer i huvudsak städsegrön lövskog.